# 本城丸裕
本城丸 裕（ほんじょうまる ひろし、1954年7月8日 - ）は、東京都出身の俳優。血液型はAB型。マツ・カンパニー所属。以前は本城裕（ほんじょう ひろし）名義で活動していた。

## 出演

### テレビドラマ
- 誇りの報酬 第34話「会津スクランブル」（1986年、日本テレビ / 東宝） - 本城興業構成員 役
- 電話の向こうに誰がいる!? （火曜サスペンス劇場、1990年1月、日本テレビ / IVSテレビ制作）
- 警視庁鑑識班2〜16 （火曜サスペンス劇場、1996年 - 2003年、日本テレビ）- 緑川良二 役
- 炎の奉行 大岡越前守 （新春ワイド時代劇、1997年1月2日、テレビ東京）- 清水一学 役
- 御家人斬九郎（フジテレビ / 映像京都）
  - 第2シリーズ 第2話「居残り」（1997年）- 奥州津幡藩士 役
  - 第3シリーズ 第6話「美人局」（1997年）- 薩摩藩士 役
- 鬼平犯科帳（フジテレビ / 松竹）
  - 第7シリーズ 第4話「木の実鳥の宗八」（1997年4月16日）- 大塚清兵衛 役
  - 第9シリーズ 第2話「一寸の虫」（2001年4月24日）- 名草の与八 役
  - 鬼平犯科帳スペシャル 一本眉（2007年4月6日）- 鳶頭 役
- 金曜エンターテイメント 鍵師シリーズ(5)（フジテレビ、1997年10月17日） - 佐々木(島岡の部下) 役
- 松本清張スペシャル・中央流沙 （火曜サスペンス劇場、1998年8月4日、日本テレビ）
- 剣客商売（フジテレビ / 松竹）
  - 第1シリーズ 第6話「深川十万坪」（1998年）- 大野源蔵 役
  - 第2シリーズ 第1話「辻斬り」（1999年12月8日）- 内山弥五郎 役
  - スペシャル　母と娘と（2005年1月11日）- 為吉 役
- 田村正和スペシャル 眠狂四郎 IV 雪の夜に私を殺して! 狂四郎を愛し続けた女（1998年、ANB / 東映）- 栗田右近 役
- 刑事たちの夏（1999年4月1日、読売テレビ）
- 髪結い伊三次 第3話（1999年、フジテレビ）- 平助 役
- 探偵 左文字進1 （月曜ドラマスペシャル、1999年11月15日、TBS）
- 変装婦警の事件簿2 （土曜ワイド劇場、2001年9月8日、テレビ朝日）
- 新宿鮫2 （2002年4月29日 - 2002年5月2日、NHK）
- 温泉名物女将!湯の町事件簿2 （金曜エンタテイメント、2002年5月24日、フジテレビ）
- 子連れ狼（テレビ朝日）
  - 第1シリーズ 第6話「許せ！大五郎！父と子の哀しき過去」（2002年11月18日）- 八兵衛 役
  - 第2シリーズ 第7話「大五郎と命の叫び！女だけが凄む哀しい集落の罠！」（2003年8月18日）- 内藤左馬介 役
- 夜桜お染（2003年）- 瀬田の権兵衛
- 刑務所の医者・若宮冴子 （女と愛とミステリー、2004年、テレビ東京）
- 八丁堀の七人（テレビ朝日）
  - 第5シリーズ 第5話「狙われた息子!闇に潜む般若の面」（2004年2月2日）
  - 第6シリーズ 第6話「人妻の秘密!?奉行所の中で殺人が……」（2005年2月21日）- 左源太 役
- 相棒 Season3 第16話（2005年3月2日、テレビ朝日）- 徳本卓爾 役
- 松本清張スペシャル・指 （ドラマ・コンプレックス、2006年2月21日、日本テレビ）
- 奥さまは警視総監1 （金曜エンタテイメント、2006年7月21日、フジテレビ）- 権田原国彦 役
- 仕掛人・藤枝梅安（2006年）‐ 吾平
- しにがみのバラッド 第5話（2007年、テレビ東京）
- 復讐するは我にあり（2007年3月28日、テレビ東京） - 柴田種次郎 役
- タクシードライバーの推理日誌（テレビ朝日）
  - タクシードライバーの推理日誌14 （2001年4月14日） - 野上克夫 役
  - タクシードライバーの推理日誌24 （2008年9月13日） - 鮫島商会社員・山内勲 役
  - タクシードライバーの推理日誌35「分かれ道の乗客､瀬戸内尾道~"道の駅"連続殺人!!」（2014年10月11日） - 古村博夫 役
  - タクシードライバーの推理日誌38「伊勢志摩～貝の中の殺意」（2015年8月29日）-　青木公男 役
- おみやさん第6シリーズ 第3話（2008年11月20日、テレビ朝日）- 杉田浩司 役
- 必殺仕事人2009 第3話「偽装詐欺」（2009年、テレビ朝日） - 吾介 役
- 十津川警部シリーズ46「特急『草津』殺人迷路」（2012年1月9日）- 八木沼勇（新関東病院 理事長）役
- 陽だまりの樹 （BS時代劇、2012年4月 - 6月、NHK BSプレミアム） - 多紀元迫 役
- 警視庁捜査一課9係
  - 第7シリーズ 第2話（2012年7月11日、テレビ朝日）- 松岡寿人 役
  - 第10シリーズ 第5話（2015年5月27日、テレビ朝日）- 井上広忠 役
- 鉄道警察官・清村公三郎9 （水曜ミステリー9、2012年11月7日、テレビ東京）- 安西祐二 役
- 堂場瞬一サスペンス 逸脱〜捜査一課・澤村慶司〜（金曜プレステージ、2013年2月15日、フジテレビ）- 武生仁 役
- 科捜研の女 第13シリーズ 第6話（2013年11月21日、テレビ朝日）- 三好晴彦 役
- 鼠、江戸を疾る 第4話（2014年1月30日、NHK）- 政五郎 役
- みちのく麺食い記者 宮沢賢一郎3 （水曜ミステリー9、2014年7月30日、テレビ東京）- 館野長司 役
- 藤沢周平 新ドラマシリーズ 冬の日（2015年12月6日、時代劇専門チャンネル）- 春日屋 役
- 鬼平外伝 最終章 四度目の女房（時代劇専門チャンネル）
- 伝七捕物帳 最終話（BS時代劇、2016年9月9日、NHK BSプレミアム）- 牧野雲仙 役
- ドクター彦次郎2（2016年）- 柳本卓也 役

### 映画
- 幕末青春グラフィティ Ronin 坂本竜馬 （1986年）- 中島作太郎 役
- 東方見聞録（1992年）
- EAST MEETS WEST（1995年）
- 不法滞在（1996年）
- 新・仁義の墓場（2002年）
- 新しい風 ～若き日の依田勉三～（2005年）
- 花の谷 -時空のエロス- Valley of Flowers（2005年）※ドイツ映画
- red letters（2006年）
- yoriko-寄子-（2008年）
- 希望の国（2012年）
- 地獄でなぜ悪い（2013年）- 真田龍太 役

### オリジナルビデオ
- 首領への道4
- 本気!8 流血篇（1997年、日本映像・徳間ジャパンコミュニケーションズ）